# Synchlora stollaria
Synchlora stollaria là một loài bướm đêm trong họ Geometridae.